# Ommata keithi
Ommata keithi là một loài bọ cánh cứng trong họ Cerambycidae.